# Grew Peak
Der Grew Peak ist ein über 1400 m hoher Nebengipfel des Mount-Murphy-Massivs im westantarktischen Marie-Byrd-Land. Er ragt aus dem nordöstlichen Grat zwischen dem Benedict Peak und den Erhebungen im Zentrum des Massivs auf.
Der United States Geological Survey kartierte ihn anhand eigener Vermessungen und Luftaufnahmen der United States Navy aus den Jahren von 1959 bis 1966. Das Advisory Committee on Antarctic Names benannte ihn 1976 nach dem US-amerikanischen Geologen Edward Sturgis Grew (* 1944), der im Jahr 1973 als Austauschwissenschaftler auf der sowjetischen Molodjoschnaja-Station tätig war.